# Svileničevke
 Svileničevke (Svilenice, Asclepiadoideae; Asclepiadaceae) bivša su porodica dvosupnica s 348 rodova i približno 2 900 vrsta zeljastih i drvenastih biljaka raširenih pretežno u kišnim šumama tropskih i suptropskih područja.

## Opis biljke
Radijalno simetrične cvjetove svilenica čini čaška od 5 lapova koji su pri dnu srasli, vjenčić od 5 latica i poseban pavjenčić (krunica) sastavljen od žljezdastih ili krpastih, odn. ljuskastih privjesaka na prašnicima.
Plod je sastavljen od dvaju mnogosjemenih mjehura, a svaka sjemenka ima čuperak dugih dlaka.

## Rasprostranjenost
U Hrvatskoj prirodno u dolinama sredozemnih rijeka rastu brkva ili luštrika (Periploca graeca) i lastavina ili lastavičnjak (Cynanchum acutum) a uzgajaju se kao ukrasne penjačice. Neke su se svilenice iz uzgoja raširile u okoliš npr. hoja (Hoya carnosa) podrijetlom iz istočne Azije i Australije, klinača (Gomphocarpus fruticosus) podrijetlom iz Južne Afrike i svilenica ili cigansko perje (Asclepias syriaca) podrijetlom iz Sjeverne Amerike.

## Tribusi
1. Asclepiadeae Duby
2. Ceropegieae Orb.
3. Eustegieae Rchb. ex Liede & Meve
4. Fockeeae H.Kunze, Meve & Liede
5. Marsdenieae Benth.